# 傑姆基夫齊 (柳巴爾區)
49°55′1″N 27°37′39″E / 49.91694°N 27.62750°E
傑姆基夫齊（烏克蘭語：Демківці）是烏克蘭北部的村莊，隸屬日托米爾州的日托米爾區。該村面積7.64平方公里，海拔高度264米，2001年人口184，人口密度每平方公里24.09人。